# Colaptes
Colaptes é um género de pica-paus, típicos do Novo Mundo. O grupo incluia tradicionalmente 9 espécies, 3 das quais com ocorrência no Brasil; no entanto, atualmente 13 espécies estão classificadas neste género.  A etimologia da palavra é do verbo grego colapt, que significa bicar.
Os pica-paus Colaptes são aves de médio porte, com cerca de 23 a 30 cm de comprimento. Todas as espécies apresentam uma plumagem em combinação de tons de cinza, amarelado e verde-azeitona barrada na maioria do corpo, frequentemente ponteada de cinza na barriga e peito. A cabeça tem uma coroa cinzenta ou preta, na maioria das espécies vermelha na metade posterior. Os machos distinguem-se das fêmeas pelas bochechas vermelhas.
De todos os pica-paus americanos, os pertencentes ao género Colaptes são os que habitam zonas mais abertas, podendo ser encontrados em bosques abertos, ou mesmo áreas de estepe ou altiplano, sem árvores. Outra característica distintiva é que, com frequência, procuram alimento ao nível do solo.

## Espécies
- pica-pau-oliváceo, Colaptes rubiginosus, antes classificado como Piculus rubiginosus
- Colaptes auricularis, antes classificado como Piculus auricularis
- Colaptes aeruginosus, antes considerado uma subespécie de C. rubiginosus
- Colaptes rivolii, antes classificado como Piculus rivolii
- Colaptes atricollis
- Pica-pau-de-peito-pontilhado, Colaptes punctigula
- Pica-pau-carijó, Pica-pau-verde-barrado, Colaptes melanochloros
- Pica-pau-mosqueado, Colaptes auratus
- Colaptes chrysoides
- Pica-pau-cubano, Colaptes fernandinae
- Colaptes pitius
- Pica-pau-andino, Colaptes rupicola
- Pica-pau-do-campo, Colaptes campestris